# Eucalyptus marginata
Eucalyptus marginata is een groenblijvende boom uit de mirtefamilie (Myrtaceae). De soort komt van nature voor in het zuidwesten van West-Australië. Hij wordt tot 40 meter hoog. In Australië wordt de boom doorgaans de jarrah genoemd.

## Kenmerken
De jarrah wordt tot 40 meter hoog, met een rechte stam tot 15 meter. Hij gedijt het best in grind van ijzerzandsteen. De jarrah blijft een kleine en kromme boom of een mallee in een ongeschikte ondergrond. De jonge bomen zijn zeer brandgevoelig.
De schors is roodachtig grijs, ruw en vasthoudend.
De jonge blaadjes groeien tegenoverstaand in verschillende paren. Ze zijn 5-8 × 4-7 cm groot, langwerpig tot eirond, homogeen bleekgroen, dun en hangen aan korte stengels. De volwassen bladeren groeien verspreid. Ze zijn 8-12 × 2,5-3,5 cm groot, lancetvormig, leerachtig, hebben een donkerdere bovenzijde en een stengel. De nervatuur is matig zichtbaar, de zijnerven liggen in een hoek van 45 tot 60° tot de middennerf.
De jarrah bloeit onregelmatig, van september tot februari. De knoppen zijn 15-20 × 5-6 mm groot, met een stengeltje. De bloem staat op een okselstandige, platte, 20 tot 30 mm lange stengel. Ze bestaat uit een vier tot achtbloemig scherm. Het operculum is uiterst kegelvormig tot hoornvormig en twee tot drie keer zo lang als de kegelvormige bloembodem.
De vrucht is 12-15 × 12-15 mm groot aan een korte stengel. Ze is bolvormig of halfrond tot peervormig.

## Habitat
De jarrah groeit van nature in het zuidwesten van West-Australië, in een zone waar de gemiddelde jaarlijkse neerslag tussen 650 en 1250 mm bedraagt. Hij groeit best in ijzerzandsteengrind, in lateriet.

## Taxonomie
De boom werd voor het eerst beschreven door James Edward Smith in 1802.
Er zijn drie ondersoorten:
- E. marginata subsp. elegantella
- E. marginata subsp. marginata
- E. marginata subsp. thalassica

## Gebruik
De gom van de jarrah werd door de Nyungah Aborigines gebruikt als een mild verdovend middel. Het werd gemengd met water en gedronken bij diarree en maagpijn. Grote stukken gom werden soms gebruikt als tandvulling.
De Nyungah gebruikten de schors van de boom als dakbedekking voor schuilplaatsen. Ze beschouwden het als de beste soort schors daarvoor.
De boom wordt commercieel verbouwd voor zijn duurzame hout. Het harde hout is ideaal voor meubelen en vloeren. In de 19e eeuw werd het ook gebruikt voor dwarsliggers voor de spoorwegen, voor omheiningen en als stoeptegels.

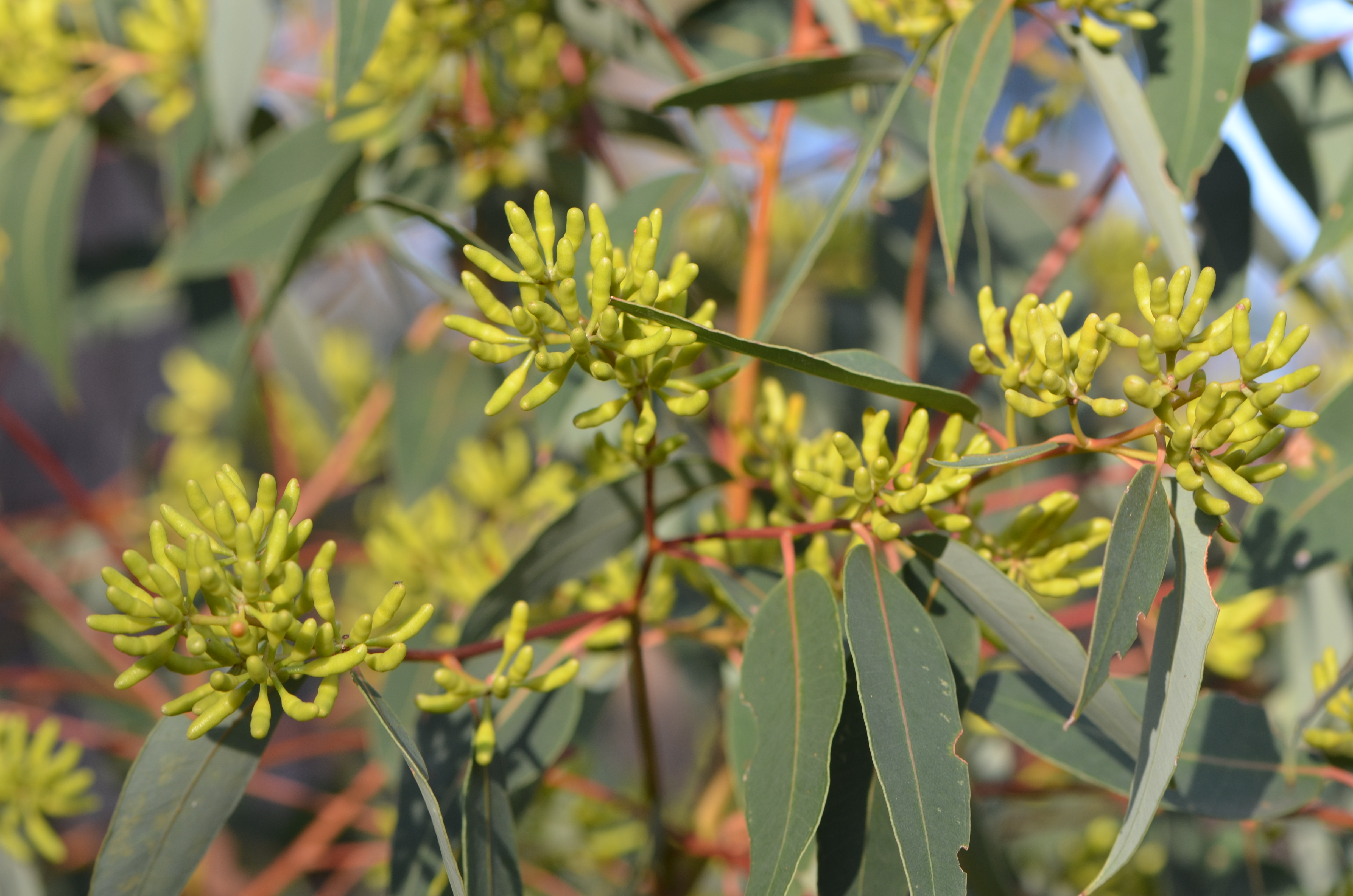
knoppen
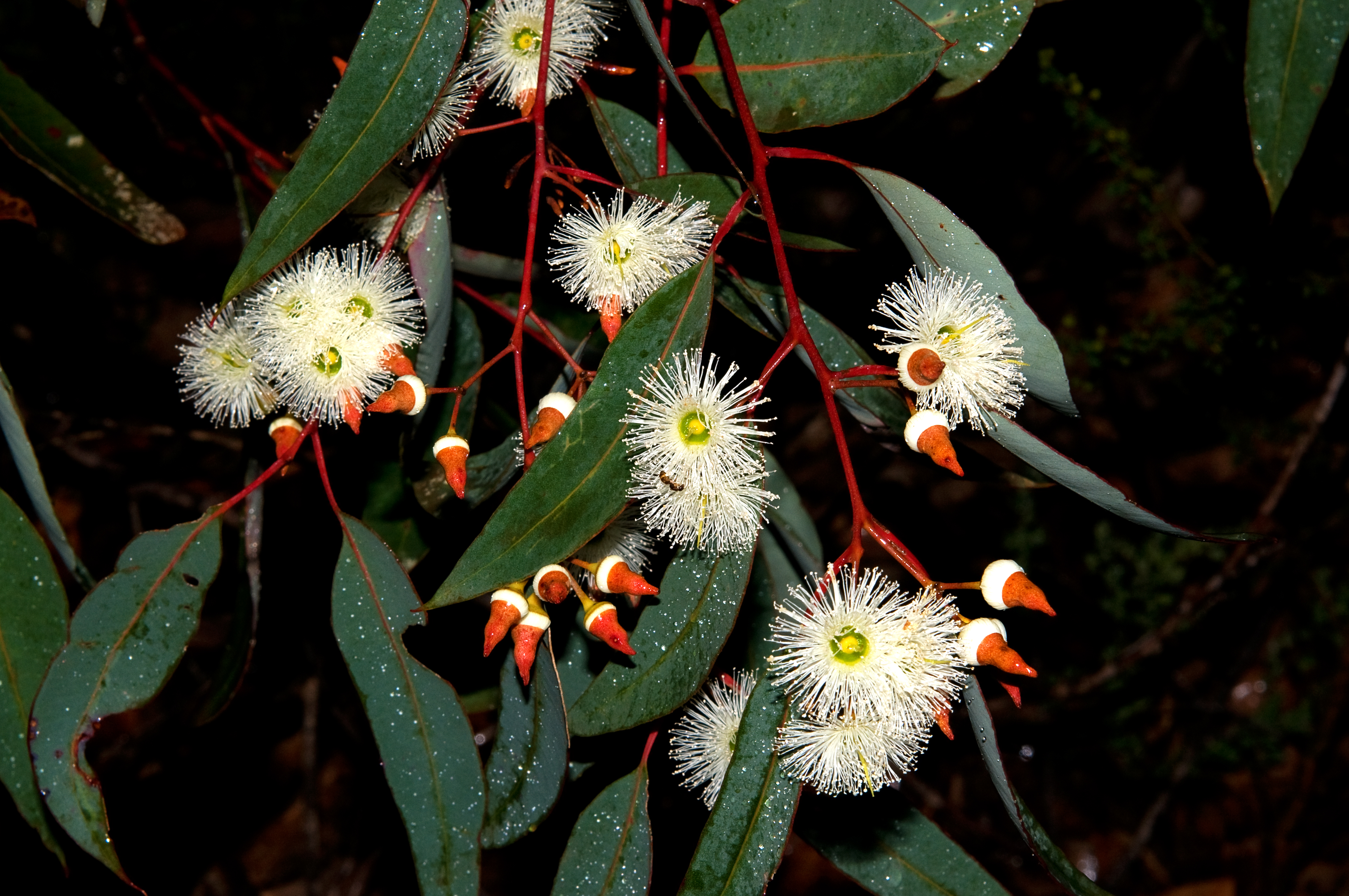
bloesems
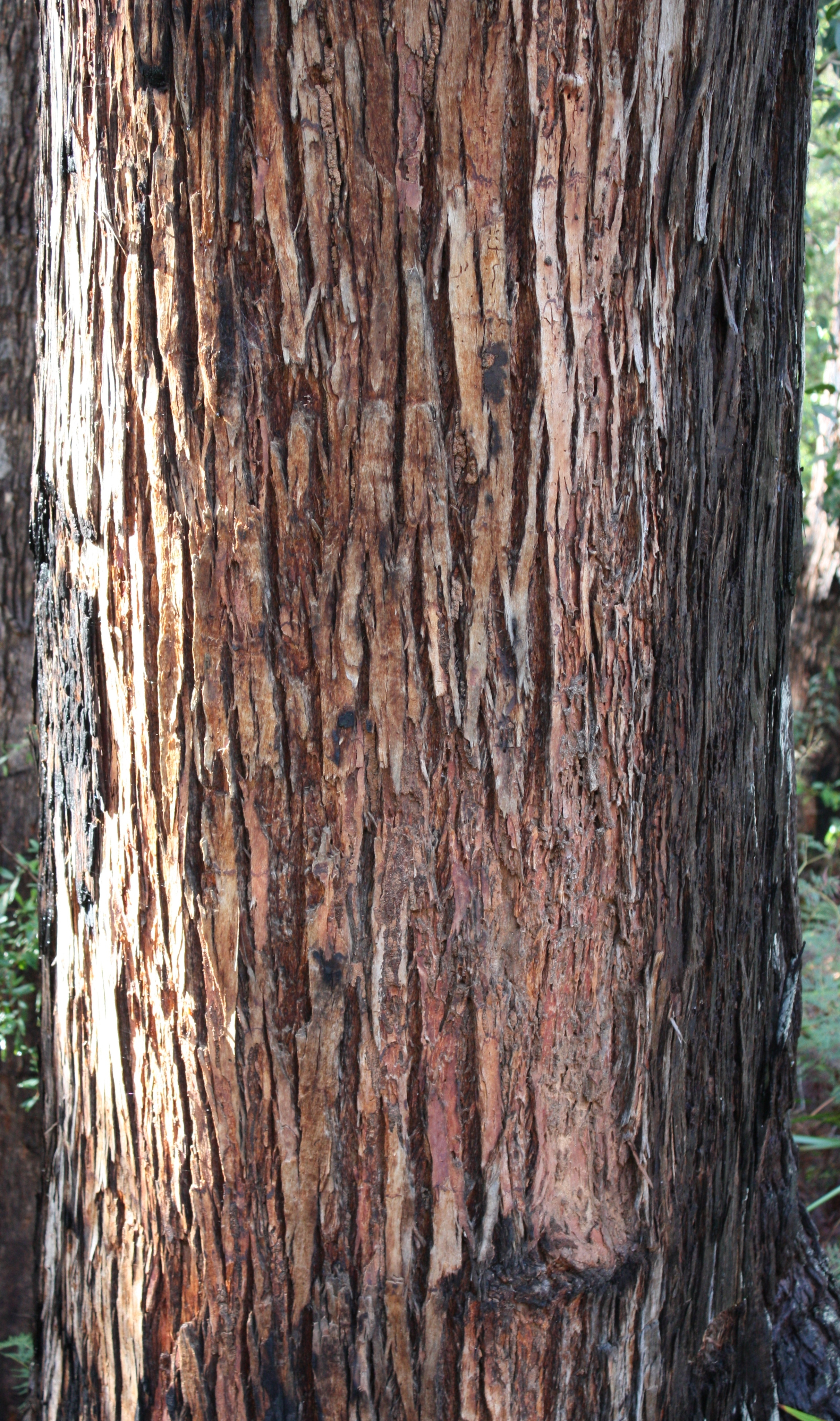
schors
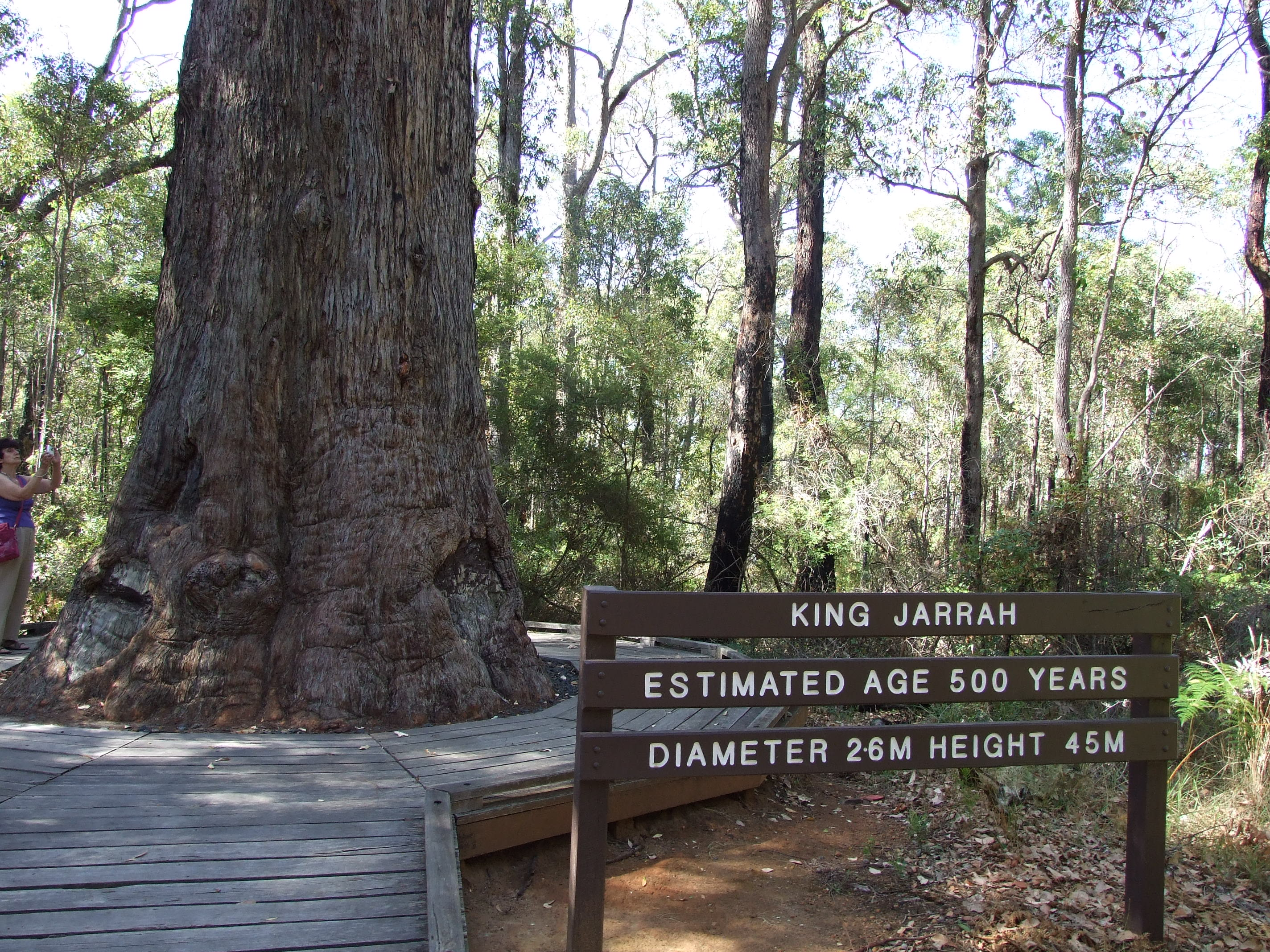
'King Jarrah'
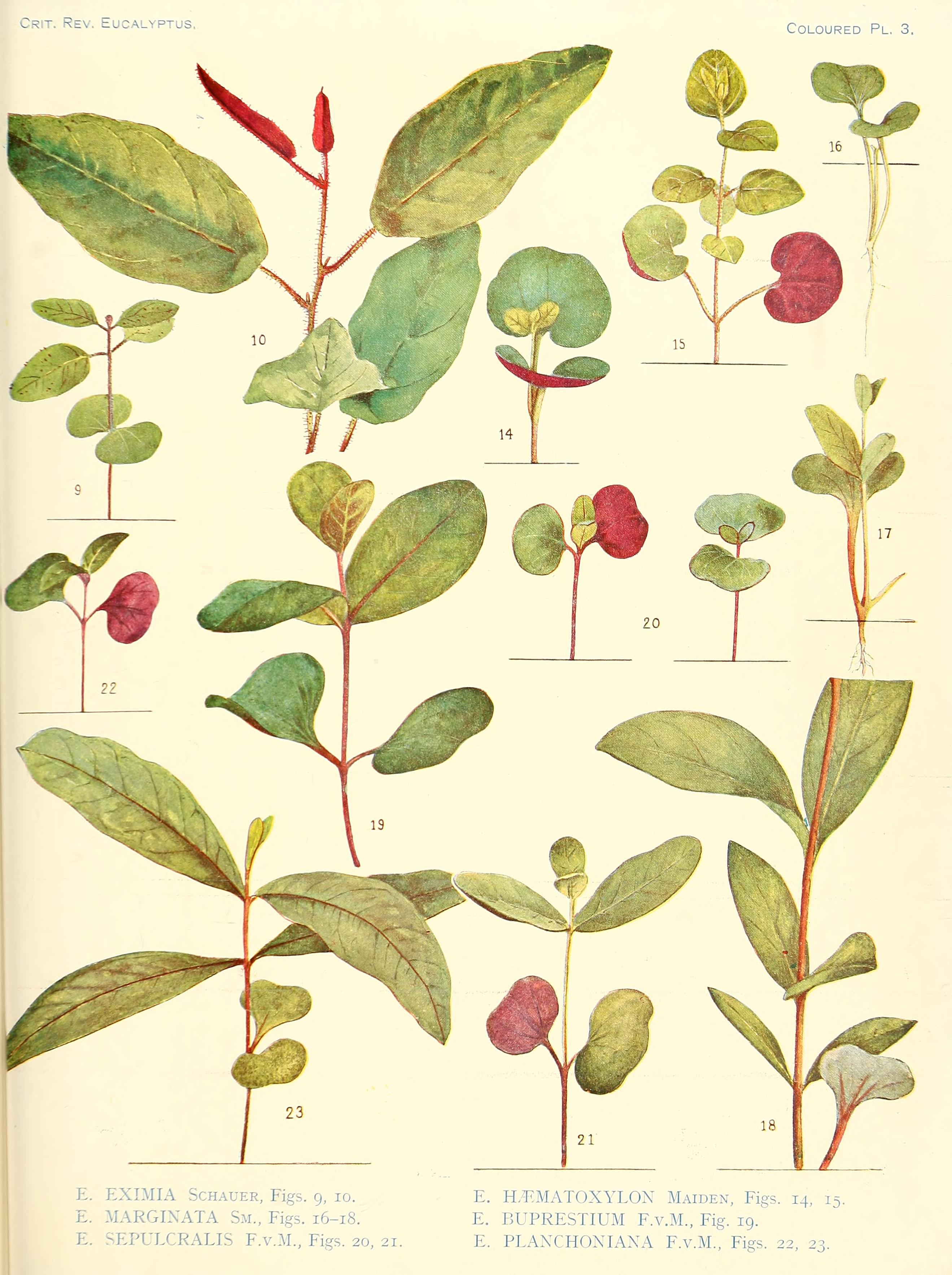

... · 
E. brevistylis · 
E. camaldulensis · 
E. diversicolor (Karri) · 
E. erythrocorys · 
E. eudesmioides · 
E. globulus (Blauwe gomboom) · 
E. gomphocephala · 
E. guilfoylei · 
E. gunnii (Cidergomboom) · 
E. jacksonii · 
E. loxophleba · 
E. marginata (Jarrah) · 
E. rudis · 
E. viminalis (Suikereucalyptus) · 
E. wandoo (Wandoo) · 
...